# イラチェマ・トレヴィサン
イラチェマ・トレヴィサン（Iracema Trevisan, 1981年9月28日 - ）通称イラは、ブラジルのインディー・エレクトロ・バンド、CSSの元ベーシスト。
ジョークで友達同士とバンドを結成した1人。大学でファッション・デザインを学び、ヘルコビッチ・アレキサンドレのスタイル・アシスタントとしてサンパウロで働いていた。
2008年4月、バンドを脱退。パリに移り住み、ファッションデザイナーとしての道を歩んでいる。